# Regionalmuseum von Artà
Das Regionalmuseum von Artà (katalanisch Museu Regional d’Artà, kastilisch Museo Regional de Artá) ist ein Museum auf der spanischen Baleareninsel Mallorca. Es befindet sich im Nordosten der Insel im Zentrum der Stadt Artà, dem Hauptort der gleichnamigen Gemeinde. Das Museum ist im zweiten Geschoss eines Bankgebäudes in der Carrer de l’Estel („Sternstraße“) unmittelbar neben dem Rathaus untergebracht.

## Geschichte
Das Regionalmuseum von Artà wurde 1927 auf Initiative von Mossèn Llorenç Lliteras i Lliteras (1893–1973), Geschichtsprofessor am Priesterseminar von Mallorca, durch eine Gelehrtengruppe der Stadt Artà gegründet. In das Museum einbezogen wurde die ornithologische Sammlung des aus Artà stammenden Apothekers und Journalisten Llorenç Garcías i Font (1885–1975) mit seinen 257 Vogelexemplaren aus 118 verschiedenen Arten. Zweck der Museumsgründung war das Studium historisch-archäologischer und kultureller Aspekte der Region um Artà. Neben der Sammlung des Llorenç Garcías gingen Schenkungen von Privatpersonen und Funde der vom Museum vorgenommenen archäologischen Ausgrabungen in den Museumsbestand ein. Seit 2005 ist das Museum als Fundació Museu Regional d’Artà eine Stiftung. Zurzeit (2018) sind einige der Räume nicht zu besichtigen und die Ausstellungsgegenstände ins Depot ausgelagert.

## Ausstellungsräume

### Naturgeschichtliche Sammlung

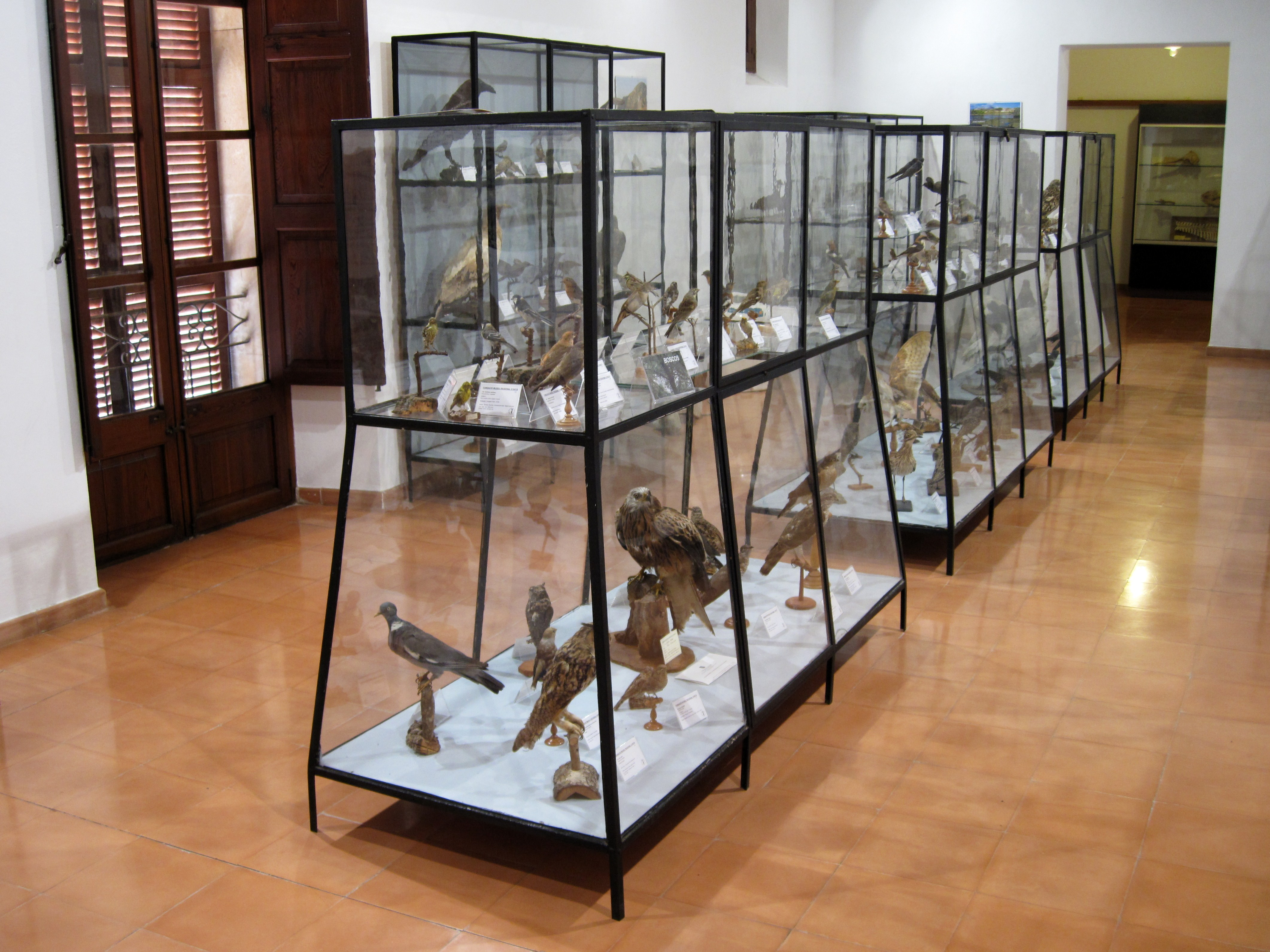
Raum der naturgeschichtlichen Sammlung

Die naturgeschichtliche Sammlung ist in drei Räumen des Museums untergebracht. Sie besteht aus der im Laufe der Zeit durch private Schenkungen vervollständigten ornithologischen Sammlung aus der Anfangszeit des Museums sowie weiteren Tierpräparaten von auf Mallorca heimischen Säugetieren, Reptilien, Weichtieren und Insekten. Weiterhin sind interessante Fossilienfunde ausgestellt. Fast die Gesamtheit der Ausstellungsstücke stammt von der Península de Llevant („Halbinsel des Ostens“), auch Halbinsel von Artà genannt.

### Archäologische Sammlung
In den zwei Ausstellungsräumen der Abteilung Archäologie finden sich meist Fundstücke aus der Zeit der Talaiot-Kultur von 1000 bis 123 v. Chr., aber auch einige Exponate aus römischer Zeit. Die wichtigsten Fundorte der talaiotischen Artefakte sind das Santuari de Son Mari, Son Favar, Son Baucà, Els Fiters, Son Jaumell, Sa Cova, Es Morro und Sa Carrotja. Innerhalb der Ausstellung sind die talaiotischen Funde in zwei thematische Bereiche gegliedert, die Begräbniskultur und die religiöse Welt.
Zur letzteren gehören Funde von heiligen Stätten, quadratische Konstruktionen mit konkaver Fassade und einer hervorragenden Mauer, an denen kultische Handlungen praktiziert wurden. Hier entdeckte man Reste von Tierknochen, Bronzestatuen und Keramikmaterialien, wie die sogenannten Copes Crestades. Gleich am Eingang zur archäologischen Abteilung, neben dem Aufgang des Treppenhauses, empfangen den Besucher fünf Kriegerfiguren aus Bronze, die als Mars Balearicus bezeichnet werden. Vier davon sind Kopien der in Son Favar bei Capdepera gefundenen Bronzeplastiken. Der mittlere Bronzeguss stammt von Son Amer bei Son Carrió, eine Kriegerfigur mit im Gegensatz zu den anderen Figuren erhaltenem Schild am linken Arm. Weitere Fundstücke sind in den Glasvitrinen des Raumes aufbewahrt.

Abteilung für Archäologie des Museums
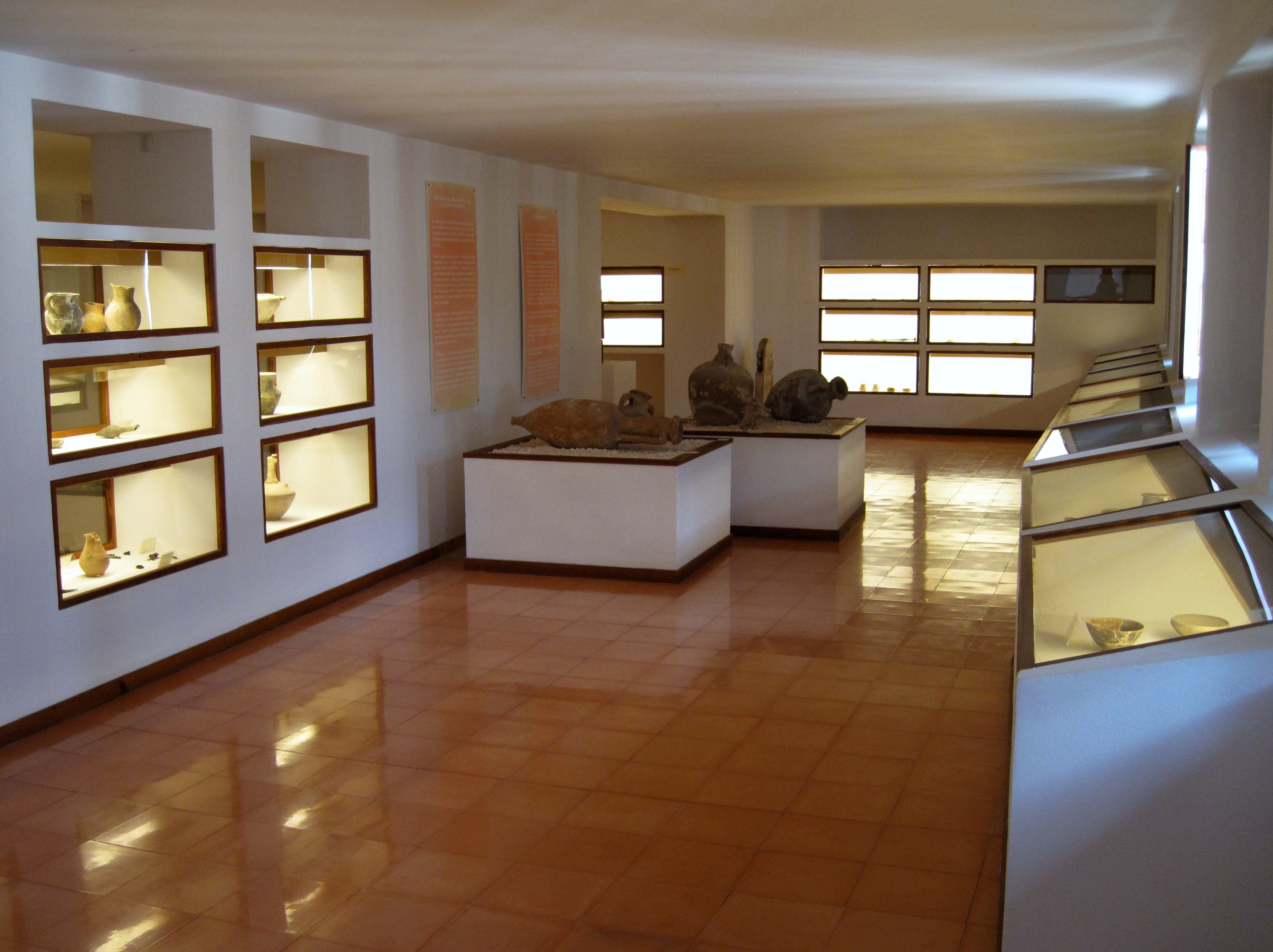
Raum archäologischer Exponate
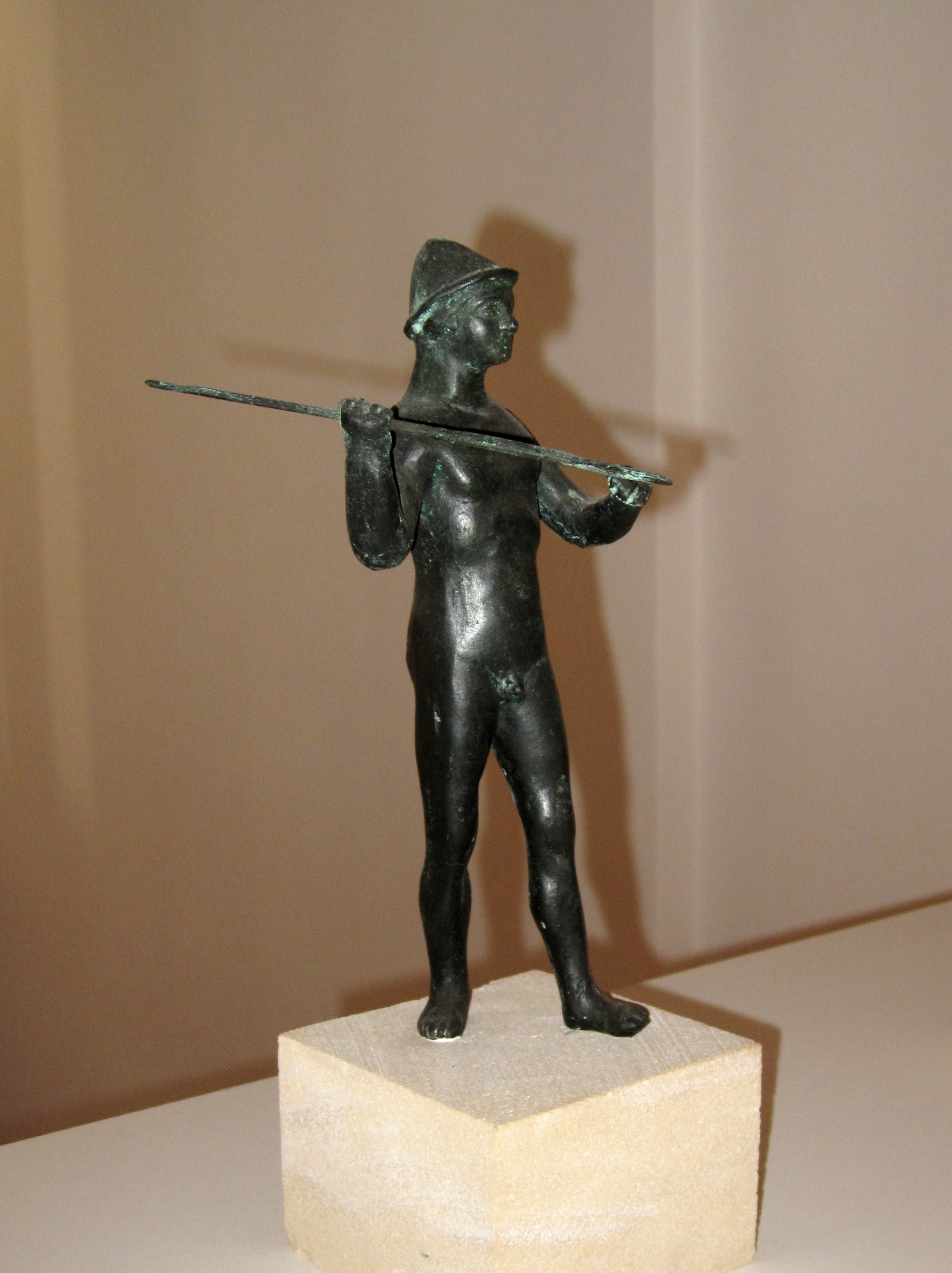
Kopie einer Kriegerstatue aus Son Favar
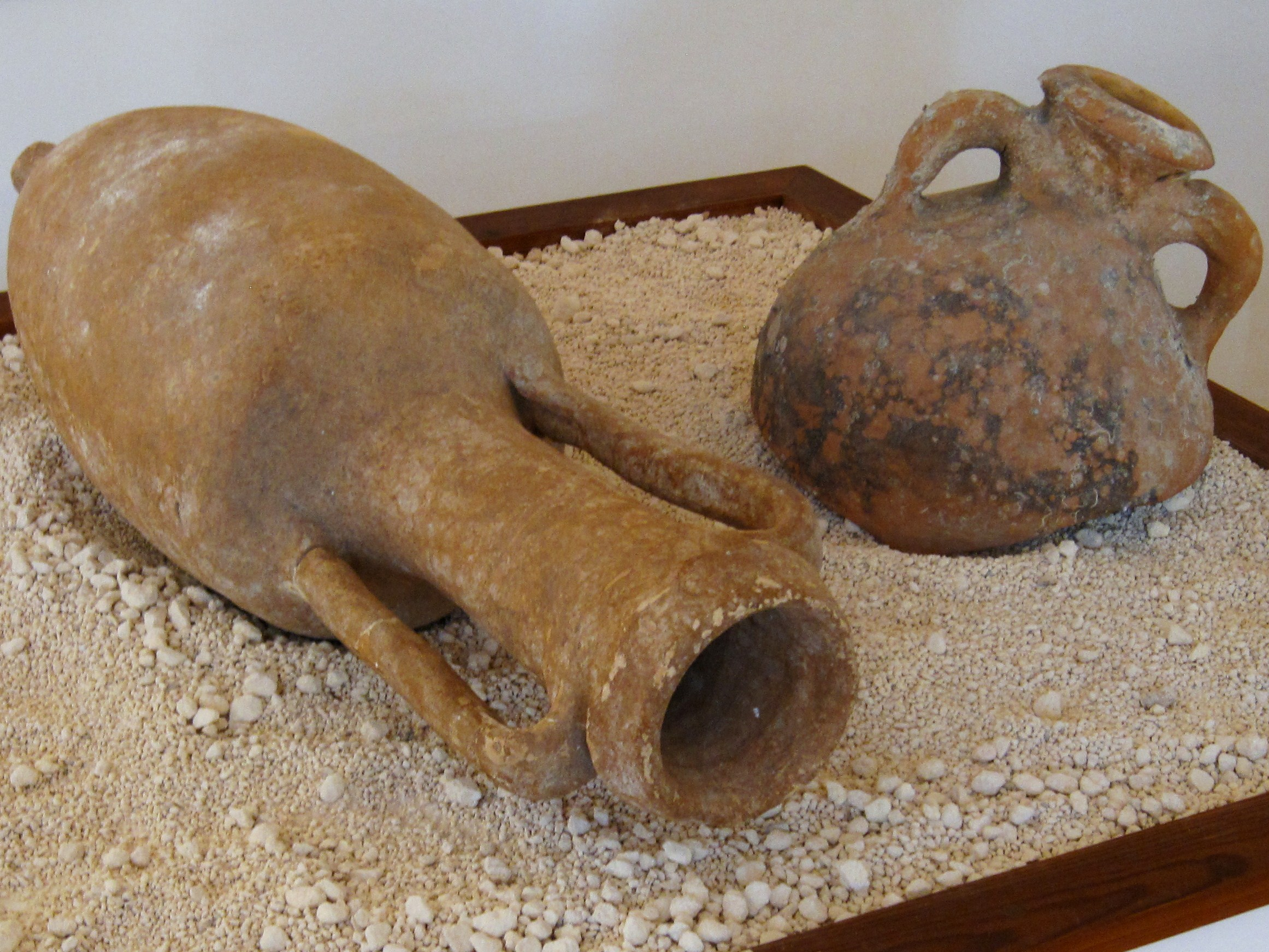
Amphoren der griechisch-römischen Epoche
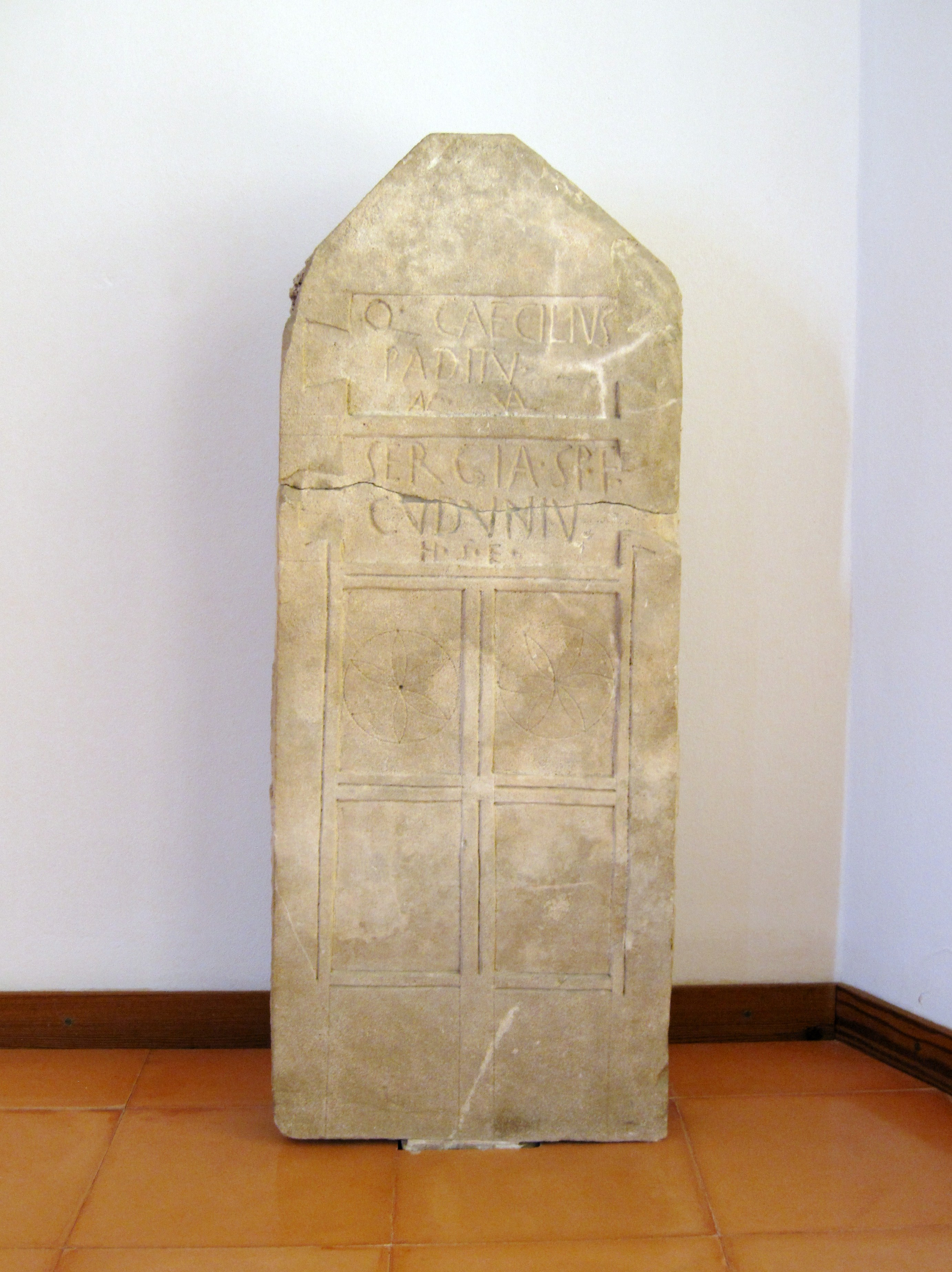
Grabstein aus der römischen Zeit

Zur Begräbniskultur gehören vor allem persönliche Grabbeigaben, wie Spiralarmbänder, Ringe und Halsketten aus Glaspaste, die Kontakte zum phönizischen Kulturkreis annehmen lassen. Aber auch Waffen und rituelle Objekte befinden sich darunter. Dazu gehören unterschiedliche Formen von Schwertern sowie zweischneidige Äxte, Glöckchen, Scheiben und Knüppel. Keramiken, die ihrer Form nach als Trinkgefäße dienten, geben Hinweise auf die Begräbnisrituale der talaiotischen Zeit. Die Kleinteile befinden sich hauptsächlich in Vitrinen, während größere Fundstücke offen im Raum ausgestellt sind. Unter letzteren sind auch griechische und römische Amphoren sowie ein römischer Grabstein zu sehen.

### Ethnologische Sammlung

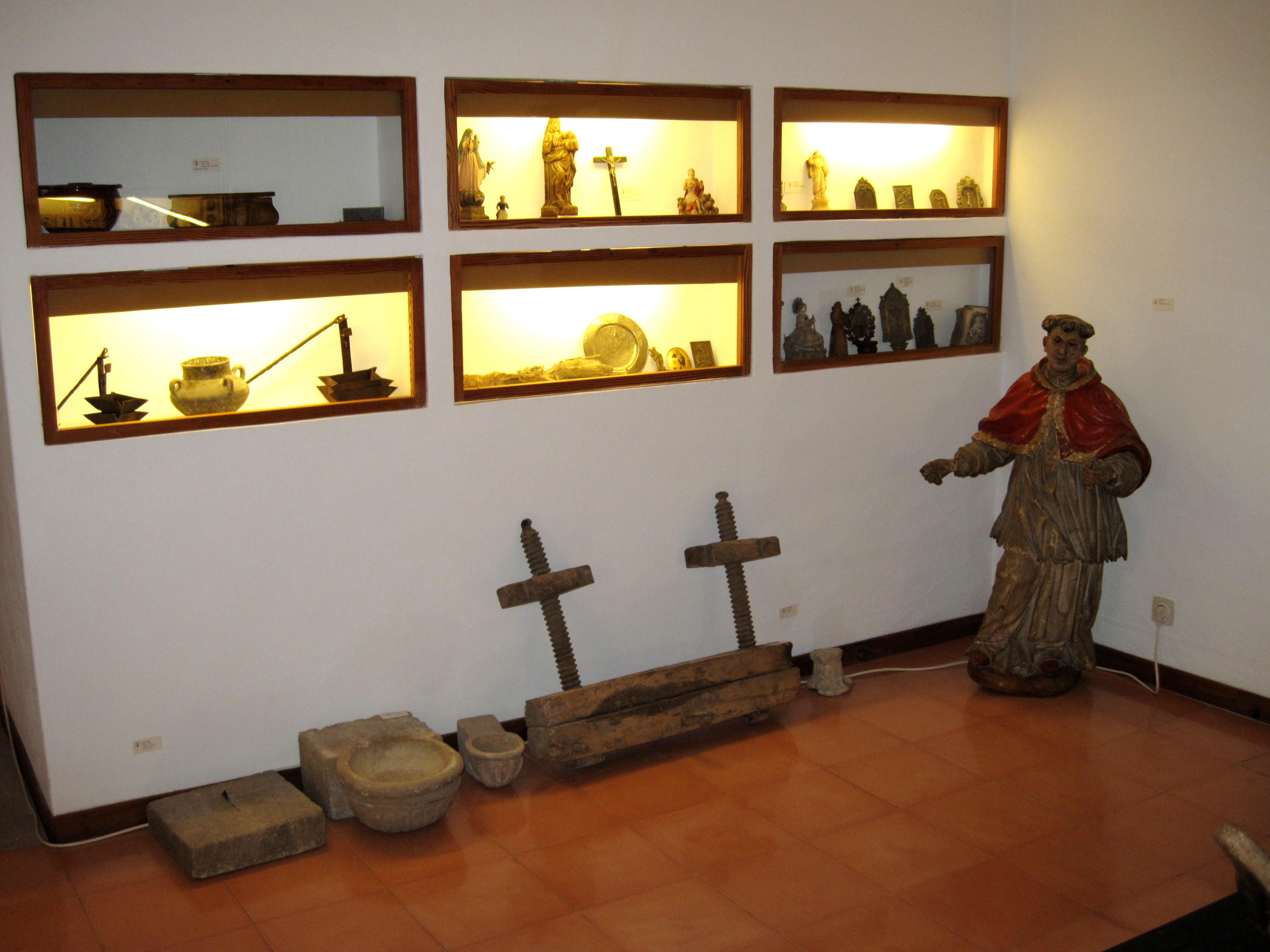
Raum der ethnologischen Sammlung

Die ethnologische Abteilung beinhaltet eine Sammlung zahlreicher Gebrauchsgegenstände der letzten Jahrhunderte aus dem Raum Artà. Dazu gehören Haushaltsutensilien, christlich-religiöse Kleinkunst, Werkzeuge des Handwerks, mallorquinische Stoffe und Textilien, Erzeugnisse des Kunsthandwerks und verschiedene Musikinstrumente, wie beispielsweise ein Clavichord. Unter den Handwerkzeugen befindet sich eine komplette Sammlung von Werkzeugen zur Herstellung von Produkten aus Palmblättern der Zwergpalme, der in der Vergangenheit um Artà verbreiteten Korbflechterei (Obra de llatra).
Die ethnologische Sammlung bildet den kleinsten Teil der Ausstellungsfläche des Museums. Der für sie vorgesehene Raum befindet sich direkt im Anschluss an die Abteilung Archäologie. Verlässt man den Raum für Ethnologie in Richtung Treppenhaus kann man dort an der Wand eine Kopie des Katalanischen Weltatlas betrachten, der um 1375 auf Mallorca entstand und sich im Original unter der Signatur Espagnol 30 (auch Esp. 30) in der Nationalbibliothek Frankreichs in Paris befindet. Die Portolankarten der insgesamt sechs Doppelbilder stammen aus der Kartenwerkstätte von Abraham und Jehuda Cresques.